# Оррстаун (Пенсільванія)
Оррстаун (англ. Orrstown) — місто (англ. borough) в США, в окрузі Франклін штату Пенсільванія. Населення — 214 особи (2020).

## Географія
Оррстаун розташований за координатами 40°3′32″ пн. ш. 77°36′29″ зх. д. / 40.05889° пн. ш. 77.60806° зх. д. (40.058791, -77.608151).  За даними Бюро перепису населення США в 2010 році місто мало площу 0,16 км², уся площа — суходіл.

## Демографія
Згідно з переписом 2010 року, у селищі мешкали 262 особи в 100 домогосподарствах у складі 61 родини. Густота населення становила 1592 особи/км².  Було 108 помешкань (656/км²).
Расовий склад населення:
| - 96,9 % — білих - 2,3 % — чорних або афроамериканців |

До двох чи більше рас належало 0,8 %. Частка іспаномовних становила 0,0 % від усіх жителів.
За віковим діапазоном населення розподілялося таким чином: 22,1 % — особи молодші 18 років, 43,2 % — особи у віці 18—64 років, 34,7 % — особи у віці 65 років та старші. Медіана віку мешканця становила 47,6 року. На 100 осіб жіночої статі у селищі припадало 70,1 чоловіків;  на 100 жінок у віці від 18 років та старших — 63,2 чоловіків також старших 18 років.
Середній дохід на одне домашнє господарство  становив 55 368 доларів США (медіана — 46 250), а середній дохід на одну сім'ю — 63 704 долари (медіана — 54 107). За межею бідності перебувало 15,1 % осіб, у тому числі 31,1 % дітей у віці до 18 років та 2,3 % осіб у віці 65 років та старших.
Цивільне працевлаштоване населення становило 110 осіб. Основні галузі зайнятості: освіта, охорона здоров'я та соціальна допомога — 23,6 %, роздрібна торгівля — 16,4 %, виробництво — 13,6 %.